# 侏羅紀世界：進化2
《侏羅紀世界：進化2》是由英國遊戲公司Frontier Developments所開發，玩家可以模擬經營《侏羅紀公园》和《侏羅紀世界》電影中的主題公園，本作为侏羅紀世界：進化续作。